# Ulla Weigerstorfer
Ulla Weigerstorfer, née le 16 août 1967 à Bad Aussee en Styrie, est une animatrice de télévision et femme politique autrichienne.
Gagnante de Miss Monde 1987, elle est depuis le 2 décembre 2013 membre du Conseil national du Team Stronach où elle succède à Frank Stronach,.